# Бергенський університет
Бергенський університет (норв. Universitetet i Bergen) — другий за часом заснування університет Норвегії, створений в 1946 році. Більшість будівель університету розташовані в центрі міста Бергена.

## Структура
Університет складається з шести факультетів:
- Гуманітарний
- Юридичний
- Математики і природничих наук
- Медично-стоматологічний
- Психологічний
- Суспільних наук

До складу університету також входить Бергенський музей, заснований ще в 1825 році. Музей ділиться на відділення культурної і природної історії, крім того, в нього входить ботанічний сад. Університет є співзасновником Університетського центру на Шпіцберґені.
У Бергенському університеті розміщені також декілька центрів поглиблених досліджень, фінансованих Норвезькою радою з досліджень:
- Центр імені Бьєркнес (кліматологія)
- Центр вивчення  Середніх століть
- Центр  геобіологічних досліджень
- Центр інтегрованих досліджень нафти

Університет входить до асоціації університетів Європи Утрехтська мережа.